# اما آندیجیوزکا
اما آندیجیوزکا (اوکراینی: Емма Андієвська؛ زادهٔ ۱۹ مارس ۱۹۳۱) شاعر، رمان‌نویس، نقاش و روزنامه‌نگار اهل اوکراین است.